# Acordo de Kumanovo
O Acordo Técnico Militar, também conhecido como Acordo de Kumanovo, assinado entre a Força Internacional de Segurança ("KFOR") e os Governos da República Federal da Iugoslávia e da República da Sérvia, foi um acordo concluído em 9 de junho de 1999 em Kumanovo, Macedônia. Resultou no fim da Guerra do Kosovo e estabeleceu novas relações básicas entre a Iugoslávia e a Força do Kosovo, que atuaria para substituir unidades do Exército Iugoslavo no Kosovo.

## Antecedentes
O período que antecedeu o Acordo de Kumanovo envolveu uma enxurrada de negociações não apenas entre a Iugoslávia e a Sérvia, mas também entre a OTAN e a Rússia. Apesar do acordo inicial, por exemplo, sobre um calendário de retirada das forças sérvias no Kosovo, a Operação Força Aliada da OTAN ainda estava em curso, enquanto se aguardava a conclusão da retirada total das tropas sérvias.
Há fontes que citam o papel que a Rússia desempenhou na resolução imediata do acordo. Houve uma denúncia sobre uma reunião entre o ministro das Relações Exteriores da Rússia, Igor Ivanov, e a secretária de Estado dos EUA, Madeleine Albright. Foi alcançado um acordo inicial entre as duas partes, que envolveu um compromisso por parte da OTAN de cessar seus ataques aéreos e a disposição de remover uma passagem que queria incluir no Acordo de Kumanovo em troca do apoio russo a uma futura resolução da ONU acordada pelo Grupo dos Oito. Sem a participação russa, a Resolução do Conselho de Segurança da ONU sobre o Kosovo não teria sido aprovada e os ataques aéreos da OTAN teriam continuado.

## Disposições do acordo
As principais disposições do acordo foram concebidas para permitir o seguinte:
- A cessação das hostilidades entre a Força do Kosovo (KFOR) da OTAN e a República Federal da Iugoslávia, seguida do fim da campanha de bombardeamentos, caso a RFJ cumpra eficazmente o acordo.
- Definição de uma zona de segurança aérea de 25 km e de 5 km de "Zona de Segurança Terrestre" em torno das fronteiras do Kosovo, em território administrado pela RFJ, quando necessário, na qual as forças militares da RFJ não poderiam entrar sem a permissão da KFOR. A polícia levemente armada continuou a operar dentro da zona fora do Kosovo, de acordo com o acordo.
- Mais de 11 dias após a assinatura, a retirada faseada do Kosovo pelas forças da RFJ, incluindo a limpeza de meios militares (minas, armadilhas) das linhas de comunicação e o fornecimento de informações à OTAN sobre os perigos remanescentes.
- O destacamento de forças civis e de segurança no Kosovo, nos termos da Resolução do Conselho de Segurança das Nações Unidas, a adoptar em breve.
- Autorização para assistência e utilização da força necessária pela Força do Kosovo da OTAN para criar um ambiente seguro para a presença civil internacional e a sua missão de resolução da paz.

A presença da OTAN foi sancionada pela Resolução 1244 do Conselho de Segurança das Nações Unidas, que autorizou os Estados-Membros da ONU e as organizações internacionais a manter uma presença de segurança internacional, como a Força do Kosovo (KFOR), cujo mandato é aberto, a menos que o Conselho de Segurança da ONU decida em contrário. A KFOR foi autorizada a tomar todas as medidas necessárias para garantir o cumprimento do acordo.